# Rhopalizida risbeci
Rhopalizida risbeci là một loài bọ cánh cứng trong họ Cerambycidae.